# Cheeky Parade
Cheeky Parade (jap. チィキィ　パレード), znany także jako Chikipa (jap. チィキィパ) – japoński Girls band założony w 2012 roku. Zespół składa się z dziewięciu młodych idolek nastolatek. Jest to drugi girls band zarządzany przez kierownictwo Avex Trax wykreowany przez wytwórnię iDOL Street po SUPER☆GiRLS, a przed Gem.
12 kwietnia 2018 roku ogłoszono, że grupa zaprzestanie działalności i rozwiąże się z dniem 31 lipca. 31 lipca 2018 roku grupa oficjalnie się rozwiązała.

## Członkowie
| Imię                               | Przezwisko                 | Data urodzenia   | Miejsce urodzenia   | Uwagi          |
| ---------------------------------- | -------------------------- | ---------------- | ------------------- | -------------- |
| Asami Watanabe (jap. 渡辺 亜紗美)  | Asamin (jap. あさみん)     | 27 września 1994 | Prefektura Tochigi  | leader w tańcu |
| Yūna Sekine (jap. 関根 優那)       | Yū-nyan (jap. ゆ～にゃん)  | 28 września 1994 | Prefektura Saitama  | Leader grupy   |
| Rino Shimazaki (jap. 島崎 莉乃)    | Rinono (jap. りのの)       | 15 maja 1996     | Prefektura Kanagawa |                |
| Yuriya Suzuki (jap. 鈴木 友梨耶)   | Yuriya (jap. ゆりゃ)       | 28 sierpnia 1996 | Tokio               |                |
| Seran Mizorogi (jap. 溝呂木 世蘭)  | Seran (jap. せらん)        | 22 kwietnia 1997 | Tokio               |                |
| Marin Yamamoto (jap. 山本 真凜)    | Marin (jap. まりん)        | 11 czerwca 1997  | Prefektura Mie      |                |
| Hina Nagai (jap. 永井 日菜)        | Hina-chun (jap. ひなchuン) | 6 lutego 1998    | Tokio               |                |
| Momoka Kodakari (jap. 小鷹狩 百花) | Momo (jap. もも)           | 21 lutego 1999   | Prefektura Osaka    |                |
| Mariya Suzuki (jap. 鈴木 真梨耶)   | Mariya (jap. まりゃ)       | 26 września 1999 | Tokio               |                |

## Albumy
- 27 listopada 2013 r. – Cheeky Parade I

## Single
- 1 kwietnia 2012 – Cheeky Dreamer
- 9  stycznia 2013 – BUNBUN NINE9'
- 10 kwietnia  2013 – C.P.U!?
- 4 września 2013 – Mugendai Shoujo A